# Patagosaurus
Patagosaurus foi um grande herbívoro saurópode que viveu no período Jurássico e tinha 18 m de comprimento e 6 m de altura. Vivia na América do Sul em florestas tropicais da Patagónia.